# ニクラス・サンドベリ
ニクラス・サンドベリ（スウェーデン語: Niklas Sandberg、1978年9月3日 - ）は、スウェーデンの元サッカー選手。元スウェーデン代表。ポジションはCB。

## クラブ歴
1995年にヴェステハーニンゲIFで一旦デビューするものの、その翌年にはAIKソルナのユースに移籍、同年トップチームでも出場を果たしたが、2年間で僅か2試合の出場に止まった。しかしながら、1997年のUEFAカップのFCバルセロナ戦には出場を果たした。その後、IKシリウス・フォトボルを経てヘルシンボリIFに在籍し、FCカフェ・オペラに移籍。ここで3年を過ごした後に再びAIKソルナに復帰した。2007年5月にはルーマニアのCFRクルジュに移籍、リーガ1でプレイした初めてのスウェーデン人サッカー選手となり、同リーグをクラブは制覇した。その後、スターベクIFを経てノルウェーのFKハウゲスンに移籍、リーグ制覇を達成した。
2009年12月にはSリーグの覇者であるシンガポール・アームド・フォーシズFCに電撃移籍。同クラブがAFCチャンピオンズリーグに出場した事から、彼はUEFAチャンピオンズリーグとAFCチャンピオンズリーグの両方に出場した選手となった。

## プレースタイル
その身長の高さと屈強さから空中戦にも強い。ゲームの動きも読む事が出来、離れた位置へもパスが出来る事から、守備的ミッドフィールダーとしても活躍する事が出来る。